# Amie Comeaux
Amie Noelle Comeaux (* 4. Dezember 1976 in Brusly, Louisiana; † 21. Dezember 1997, Nähe Lacombe, Louisiana) war eine US-amerikanische Country-Sängerin.

## Karriere
Amie Comeaux begann als Kind in Pflegeheimen und bei Hochzeiten zu singen. Als sie neun Jahre alt war, sang sie The Star-Spangled Banner bei einem Spiel der New Orleans Saints im Louisiana Superdome. Comeaux wurde darüber hinaus mit elf Jahren ausgewählt, die Hauptrolle im Musical Annie im Baton Rouge Little Theatre zu spielen. Bei einer Aufführung wurde sie von dem renommierten Country-Produzenten Harold Shedd, der große Erfolge mit Alabama oder Reba McEntire gefeiert hatte, entdeckt.
Comeauxs Debütalbum Moving Out wurde 1994 auf Polydor veröffentlicht. Die erste Single Who’s She to You erreichte immerhin Platz 64 in den Country-Charts von Billboard. Zwei weitere Singles, der Titelsong ihres Debüts Moving Out, geschrieben von K. T. Oslin, und Blue, verpassten die Charts. Ihrer Plattenfirma gelang es nicht die begabte Sängerin mit der ausdrucksstarken Stimme im Radio durchzusetzen und bereits 1995 wurde sie aus ihrem Vertrag entlassen. Comeaux kehrte zurück nach Louisiana, wo sie eine treue lokale Fangemeinde hatte und weiterhin live auftrat, unter anderem auch bei einem Country-Festival in Großbritannien.
Wenige Wochen nach ihrem 21. Geburtstag verunglückte Comeaux 1997 bei einem Autounfall. Die Sängerin hatte bis zuletzt an einem Comeback gearbeitet und die Aufnahmen zu einem zweiten Album fast abgeschlossen.
Zwei posthume Alben mit unveröffentlichten Aufnahmen erschienen 1998 und 2006. 2007 wurde darüber hinaus eine DVD, Memories of a Very Special Angel, veröffentlicht.

## Diskografie
- 1994: Moving Out (Polydor)
- 1998: A Very Special Angel (Contraband)
- 2006: Memories Left Behind (Beaujo Music)